# Мишта, Цезарий
Цеза́рий Ми́шта (пол. Cezary Miszta; 30 октября 2001, Лукув, Польша) — польский футболист, вратарь польского клуба «Легия», выступающий на правах аренды за клуб «Риу Аве».

## Клубная карьера
Воспитанник польской «Легии». Дебютировал в клубе 2 ноября 2020 года против «Варты», заменив Артура Боруца. Матч закончился разгромной победой команды Мишты со счётом 3:0. В 2020 году перешёл в «Радомяк» на правах аренды.
В 2021 году выиграл чемпионат Польши с «Легией».
В сезоне 2021/2022 из-за травм Боруца периодически получал шанс себя проявить. Сыграл 4 игры в лиге Европы, в которых пропустил 10 мячей.

## Достижения
«Легия»
- Чемпион Польши: 2020/21